# Euphorbia smirnovii
Euphorbia smirnovii är en törelväxtart som beskrevs av Geltman. Euphorbia smirnovii ingår i släktet törlar, och familjen törelväxter. Inga underarter finns listade i Catalogue of Life.